# Kokoszkowy
Kokoszkowy is een plaats in het Poolse district  Starogardzki, woiwodschap Pommeren. De plaats maakt deel uit van de gemeente Starogard Gdański en telt 1430 inwoners.